# Xanca lleonada
La xanca lleonada (Grallaria quitensis) és una espècie d'ocell de la família dels gral·làrids (Grallariidae).

## Hàbitat i distribució
Habita la selva pluvial dels Andes, de Colòmbia, Equador i nord del Perú.

## Taxonomia
Segons la classificació de l'IOC (versió 11.1, 2021) aquesta espècie està formada per tres subespècies:
- G. q. alticola Todd, 1919, de Colòmbia oriental.
- G. q. atuensis Carriker, 1933, del Perú septentrional.
- G. q. quitensis Lesson, R, 1844, de l'Equador i Colòmbia central.

Altres autors consideren que cadascuna de les subespècies són en realitat espècies de ple dret:
- Grallaria alticola - xanca lleonada septentrional.[3]
- Grallaria atuensis - xanca lleonada meridional.[4]
- Grallaria quitensis (sensu stricto) - xanca lleonada occidental.[5]